# Вилла Роспильози
 Вилла Роспильози (итал. Villa Rospigliosi) — вилла (загородный дом) знатного семейства Роспильози. Расположена в деревушке Спиккьо в коммуне Лампореккьо, Тоскана.

## История
Название виллы происходит от имени кардинала Джулио Роспильози, который стал папой Климентом IX и находился на папском престоле с 1667 по 1669 год. Во время своего недолгого понтификата одним из первых начинаний папы было строительство роскошной виллы в районе, где нашла убежище его семья, родом из Ломбардии, преследуемая императорскими войсками. Затем члены семьи Роспильози переехали в Пистою и занимали там многие государственные, гражданские и церковные должности.
Проект виллы традиционно приписывался лучшему архитектору того времени Дж. Л. Бернини, хотя заказ на строительство взял на себя его верный ученик Маттиа де Росси. Папа Климент не успел пожить на вилле, поскольку умер в том же году, когда начались работы под руководством его брата Камилло, отца принца Джованни Баттиста Роспильози Паллавичини, кардиналов Феличе Роспильози и Якопо Роспильози, а также донны Катерины.
Проект был завершён, и вилла использовалась семьей Роспильози в качестве летней резиденции вплоть до начала двадцатого века. Позднее вилла была продана семье Швайгер и долгие годы находилась в запустении. В 1990-х годах последние владельцы продали виллу гостиничному консорциуму, который завершил реставрацию всего здания. Ныне вилла используется для проведения конференций и церемоний.

## Архитектура
Композиция виллы включает высокий центральный корпус и два боковых трёхэтажных крыла. Архитектура отличается строгостью и хорошо вписывается в сельскую местность Тосканы. Два боковых крыла выступают вперед как две усечённые башни.
Фасад оживляют полосы серого известняка (pietra serena) — того же материала, который обрамляет окна на двух основных этажах и двух антресольных, а также боковые стены и карнизы. На крыше находилась балюстрада, изображенная на гравюре Джузеппе Дзокки, с декоративными статуями. Ко входу ведет лестница, увенчанная папским гербом из белого мрамора.
В центре здания доминируют три эллиптических в плане помещения: одно в цокольном этаже, другое на первом «благородном» этаже (piano nobile). Помещения расписаны фресками в конце XVIII века и в начале XIX века с квадратурами: иллюзорно написанными колоннами, мифологическими мотивами и олицетворениями знаков зодиака.
Перед виллой построена живописная, эллиптическая в плане капелла, за которой — большой круглый бассейн со статуей тритона в центре. Капелла посвящена святым Симону и Иуде, она датируется примерно 1675 годом и имеет глубокий фронтонный пронаос и высокий барабан, на котором установлен эллиптический купол. Внешняя часть здания оформлена полосатым орнаментом из камня. Внутри овального зала сохранились следы фресок с эффектом «обманок» (trompe l’oeil) и статуя Девы Марии XVIII века.
Входу на виллу предшествует длинная аллея, обрамлённая двумя рядами старых дубов, двое каменных ворот увенчаны папским гербом из мрамора.
Комплекс дополняет ряд хозяйственных построек справа от виллы и большой парк, в основном засаженный оливковыми деревьями, но также имеющий лесные массивы. Площадь парка составляет около 29 гектаров, он полностью окружён стеной. В парке также есть болотистая местность для охоты на водных животных и охотничий домик.

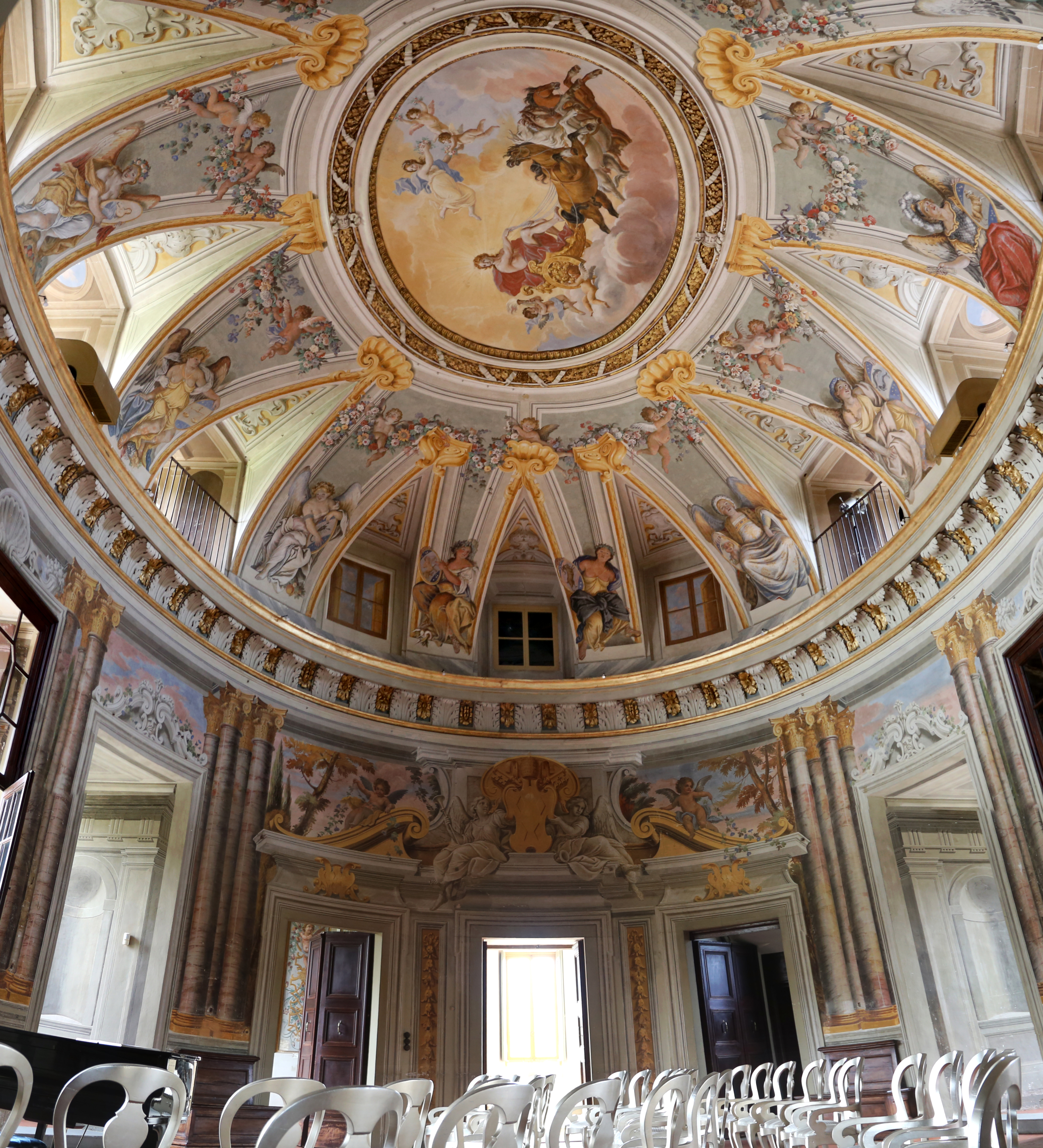
Главный зал, или Салон Аполлона. Росписи Л. Джеминьяни. 1680—1690
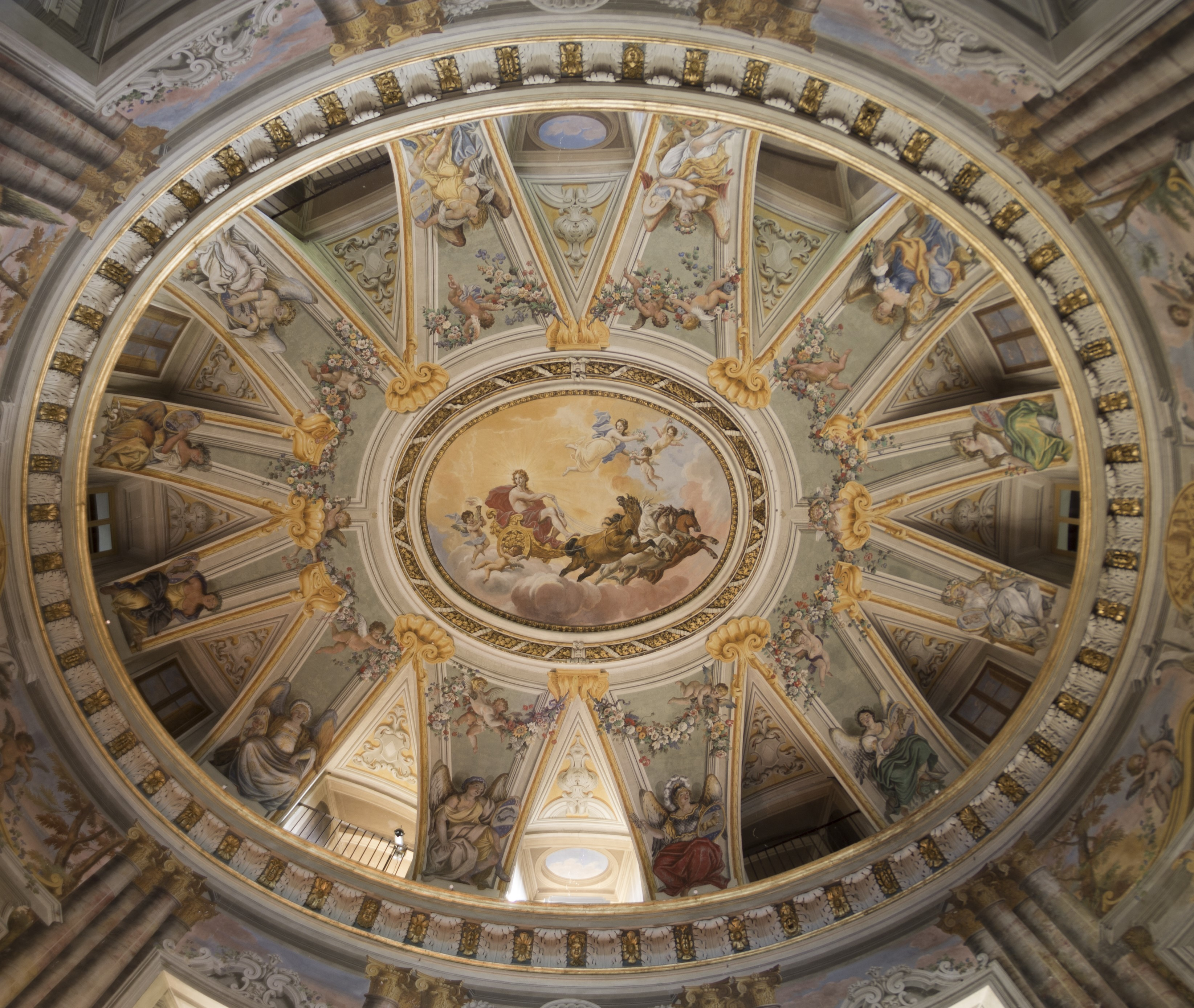
Роспись купола. Колесница Аполлона
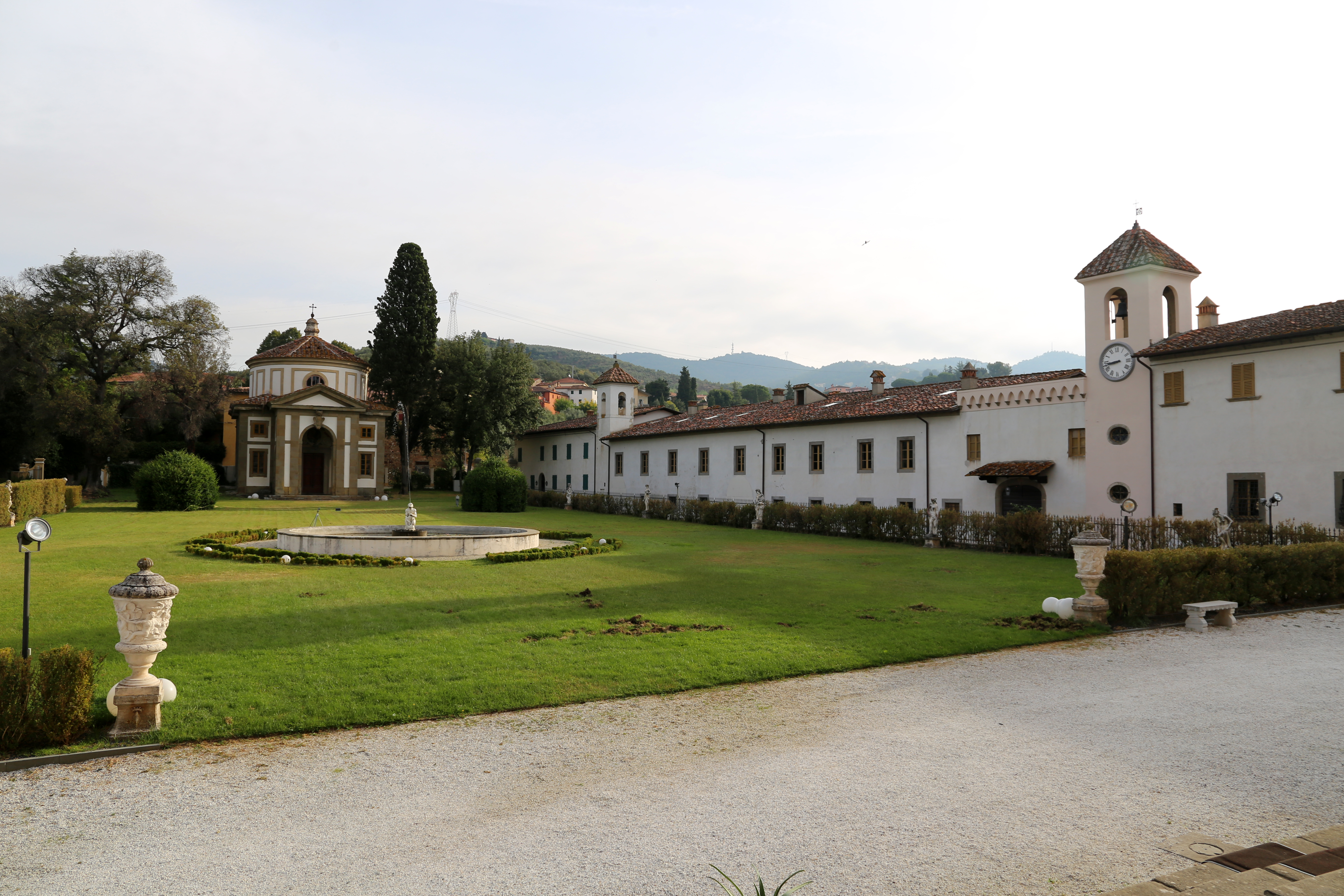
Боковой корпус и парк
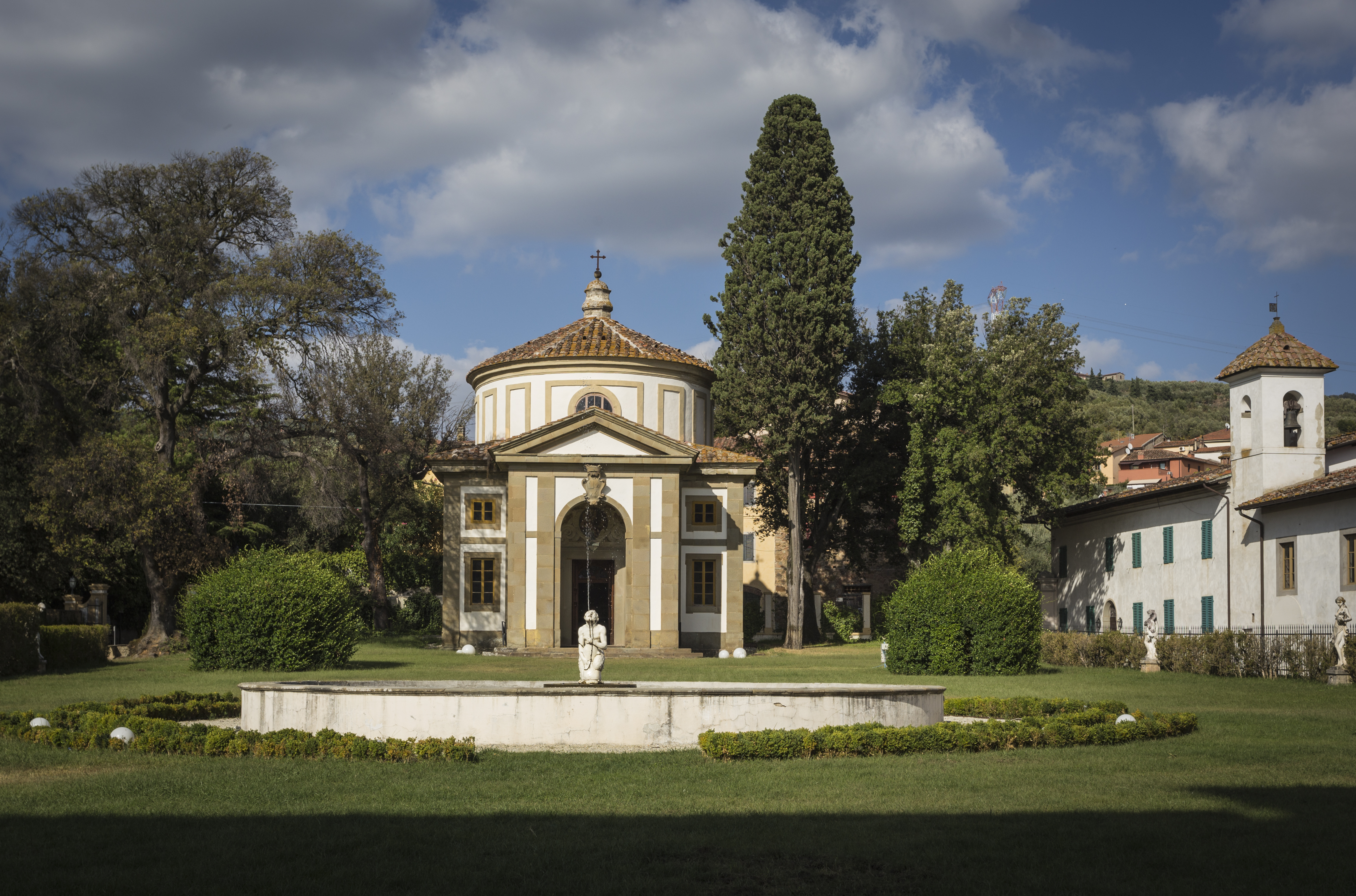
Капелла
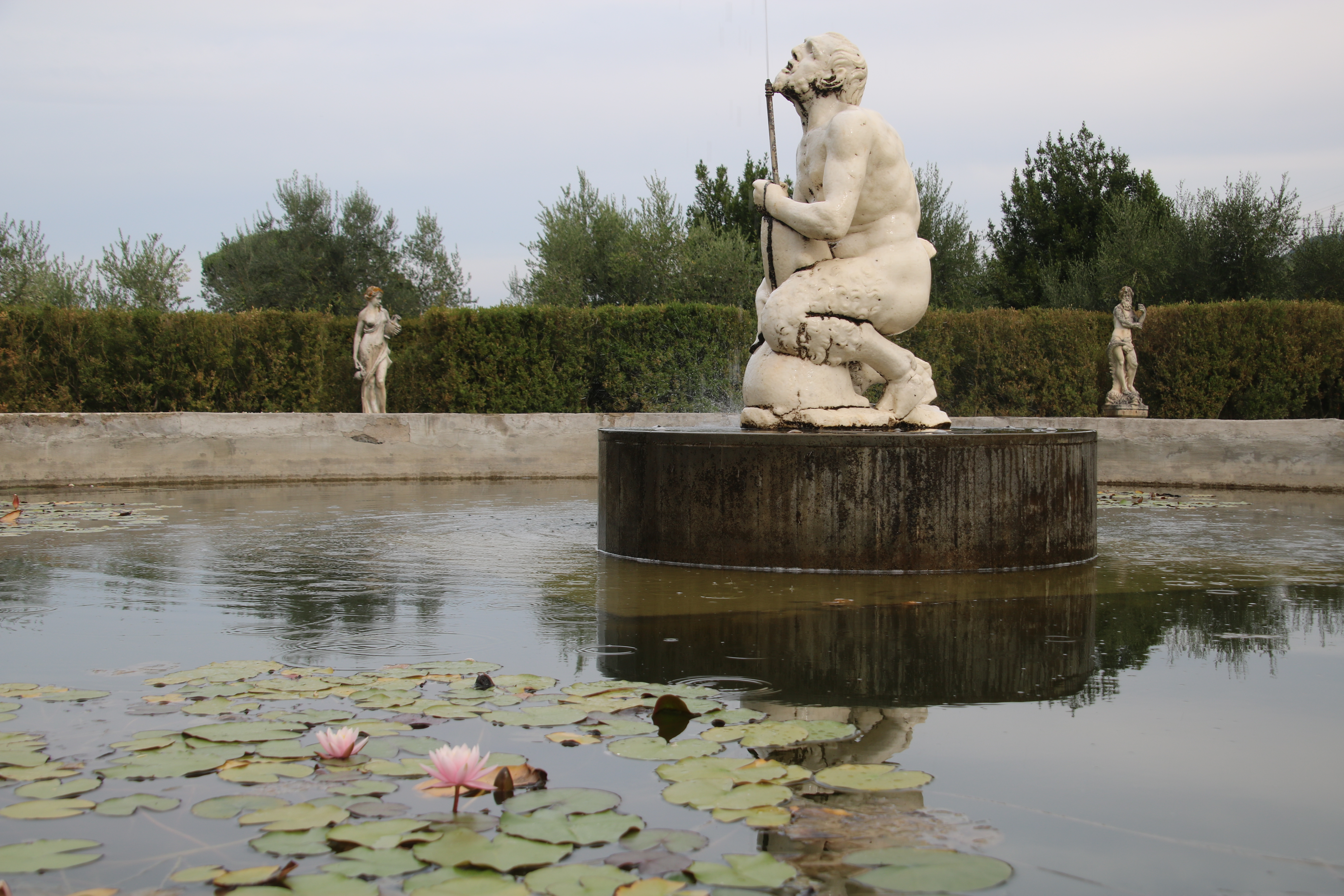
Бассейн. Фонтан фавна